# Holendry (Mazovie)
Pour les articles homonymes, voir Holendry.
Holendry (prononciation : [xɔˈlɛndrɨ]) est un village polonais de la gmina de Wilga dans le powiat de Garwolin de la voïvodie de Mazovie dans le centre-est de la Pologne.
Il se situe à environ 20 kilomètres à l'ouest de Garwolin (siège du powiat) et à 50 kilomètres au sud-est de Varsovie (capitale de la Pologne).
Le village possède une population de 69 habitants en 2003.

## Histoire
De 1975 à 1998, le village appartenait administrativement à la voïvodie de Siedlce.